# Wielka Brytania na Mistrzostwach Świata w Lekkoatletyce 2017
Wielka Brytania na Mistrzostwach Świata w Lekkoatletyce 2017 – reprezentacja Wielkiej Brytanii podczas mistrzostw świata w Londynie liczyła 92 zawodników, którzy zdobyli 6 medali.

## Zdobyte medale
| Medal  | Zawodnik                                                                  | Konkurencja        | Rezultat | Data        |
| ------ | ------------------------------------------------------------------------- | ------------------ | -------- | ----------- |
| złoto  | Mohamed Farah                                                             | bieg na 10 000 m   | 26:49,51 | 4 sierpnia  |
| złoto  | Adam Gemili Nethaneel Mitchell-Blake Daniel Talbot Chijindu Ujah          | sztafeta 4 × 100 m | 37,47    | 12 sierpnia |
| srebro | Mohamed Farah                                                             | Bieg na 5000 m     | 13:33,22 | 12 sierpnia |
| srebro | Dina Asher-Smith Desiree Henry Daryll Neita Asha Philip                   | sztafeta 4 × 100 m | 42,12    | 12 sierpnia |
| srebro | Zoey Clark Emily Diamond Eilidh Doyle Laviai Nielsen Perri Shakes-Drayton | Sztafeta 4 × 400 m | 3:25,00  | 13 sierpnia |
| brąz   | Dwayne Cowan Jack Green Matthew Hudson-Smith Martyn Rooney Rabah Yousif   | Sztafeta 4 × 400 m | 2:59:00  | 13 sierpnia |

## Skład reprezentacji
Mężczyźni
| Zawodnik                                                                | Konkurencja                   | Preeliminacje | Preeliminacje | Eliminacje | Eliminacje | Półfinał | Półfinał | Finał    | Finał   |
| Zawodnik                                                                | Konkurencja                   | Rezultat      | Pozycja       | Rezultat   | Pozycja    | Rezultat | Pozycja  | Rezultat | Pozycja |
| ----------------------------------------------------------------------- | ----------------------------- | ------------- | ------------- | ---------- | ---------- | -------- | -------- | -------- | ------- |
| James Dasaolu                                                           | bieg na 100 metrów            | BYE           | BYE           | 10,13      | =10. Q     | 10,22    | 15.      | NQ       | NQ      |
| Reece Prescod                                                           | bieg na 100 metrów            | BYE           | BYE           | 10,03      | 5. Q       | 10,05    | 4. Q     | 10,17    | 7.      |
| Chijindu Ujah                                                           | bieg na 100 metrów            | BYE           | BYE           | 10,07      | 9. Q       | 10,12    | 9.       | NQ       | NQ      |
| Zharnel Hughes                                                          | bieg na 200 metrów            | —             | —             | 20,43      | 15. q      | 20,85    | 24.      | NQ       | NQ      |
| Nethaneel Mitchell-Blake                                                | bieg na 200 metrów            | —             | —             | 20,08      | 2. Q       | 20,19    | 5. q     | 20,24    | 4.      |
| Daniel Talbot                                                           | bieg na 200 metrów            | —             | —             | 20,16      | 5. Q       | 20,38    | 9.       | NQ       | NQ      |
| Dwayne Cowan                                                            | bieg na 400 metrów            | —             | —             | 45,39      | 19. Q      | 45,96    | 24.      | NQ       | NQ      |
| Matthew Hudson-Smith                                                    | bieg na 400 metrów            | —             | —             | 45,31      | 17. q      | 44,74    | 9.       | NQ       | NQ      |
| Martyn Rooney                                                           | bieg na 400 metrów            | —             | —             | 45,75      | 26         | NQ       | NQ       | NQ       | NQ      |
| Elliot Giles                                                            | bieg na 800 metrów            | —             | —             | 1:45,86    | 9. Q       | 1:46,95  | 20.      | NQ       | NQ      |
| Kyle Langford                                                           | bieg na 800 metrów            | —             | —             | 1:46,38    | 17. q      | 1:45,81  | 5. Q     | 1:45,25  | 4.      |
| Guy Learmonth                                                           | bieg na 800 metrów            | —             | —             | 1:45,90    | 10. Q      | 1:46,75  | 19.      | NQ       | NQ      |
| Josh Kerr                                                               | bieg na 1500 metrów           | —             | —             | 3:47,30    | 34.        | NQ       | NQ       | NQ       | NQ      |
| Chris O’Hare                                                            | bieg na 1500 metrów           | —             | —             | 3:42,53    | 14. Q      | 3:38,59  | 4. Q     | 3:38,28  | 12.     |
| Jake Wightman                                                           | bieg na 1500 metrów           | —             | —             | 3:38,50    | 4. Q       | 3:41,79  | 20.      | NQ       | NQ      |
| Andrew Butchart                                                         | bieg na 5000 metrów           | —             | —             | 13:24,78   | 7. q       | —        | —        | 13:38,73 | 8.      |
| Mohamed Farah                                                           | bieg na 5000 metrów           | —             | —             | 13:30,18   | 15. Q      | —        | —        | 13:33,22 | srebro  |
| Marc Scott                                                              | bieg na 5000 metrów           | —             | —             | 13:58,11   | 33.        | —        | —        | NQ       | NQ      |
| Mohamed Farah                                                           | bieg na 10 000 metrów         | —             | —             | —          | —          | —        | —        | 26:49,51 | złoto   |
| Andrew Davies                                                           | maraton                       | —             | —             | —          | —          | —        | —        | 2:17:59  | 31.     |
| Josh Griffiths                                                          | maraton                       | —             | —             | —          | —          | —        | —        | 2:20:06  | 39.     |
| Callum Hawkins                                                          | maraton                       | —             | —             | —          | —          | —        | —        | 2:10:17  | 4.      |
| Rob Mullett                                                             | bieg na 3000 m z przeszkodami | —             | —             | 8:47,99    | 41.        | —        | —        | NQ       | NQ      |
| Zak Seddon                                                              | bieg na 3000 m z przeszkodami | —             | —             | 8:32,84    | 22.        | —        | —        | NQ       | NQ      |
| Iuean Thomas                                                            | bieg na 3000 m z przeszkodami | —             | —             | 8:52,96    | 43.        | —        | —        | NQ       | NQ      |
| David King                                                              | bieg na 110 m przez płotki    | —             | —             | 13,67      | 33.        | NQ       | NQ       | NQ       | NQ      |
| David Omoregie                                                          | bieg na 110 m przez płotki    | —             | —             | 13,59      | 26.        | NQ       | NQ       | NQ       | NQ      |
| Andrew Pozzi                                                            | bieg na 110 m przez płotki    | —             | —             | 13,28      | 4. Q       | 13,28    | 10.      | NQ       | NQ      |
| Jack Green                                                              | bieg na 400 m przez płotki    | —             | —             | 49,55      | 12. q      | 49,93    | 13.      | NQ       | NQ      |
| Chijindu Ujah Adam Gemili Daniel Talbot Nethaneel Mitchell-Blake        | sztafeta 4 × 100 m            | —             | —             | 37,76      | 2. Q       | —        | —        | 37,47    | złoto   |
| Matthew Hudson-Smith Rabah Yousif Dwayne Cowan Martyn Rooney Jack Green | sztafeta 4 × 400 m            | —             | —             | 3:00,10    | 4. q       | —        | —        | 2:59,00  | brąz    |
| Tom Bosworth                                                            | chód na 20 km                 | —             | —             | —          | —          | —        | —        | DSQ      | DSQ     |
| Callum Wilkinson                                                        | chód na 20 km                 | —             | —             | —          | —          | —        | —        | 1:23:54  | 41.     |
| Dominic King                                                            | chód na 50 km                 | —             | —             | —          | —          | —        | —        | DSQ      | DSQ     |

| Zawodnik       | Konkurencja | Kwalifikacje | Kwalifikacje | Finał | Finał   |
| Zawodnik       | Konkurencja | Wynik        | Pozycja      | Wynik | Pozycja |
| -------------- | ----------- | ------------ | ------------ | ----- | ------- |
| Robert Grabarz | skok wzwyż  | 2,31         | 6. Q         | 2,25  | 6.      |
| Nathan Fox     | trójskok    | 16,49        | 19.          | NQ    | NQ      |
| Chris Bennett  | rzut młotem | 72,05        | 21.          | NQ    | NQ      |
| Nick Miller    | rzut młotem | 75,52        | 7. Q         | 77,31 | 6.      |

Dziesięciobój
| Zawodnik      | Konkurencja | 100 m | LJ   | SP    | HJ   | 400 m | 110H  | DT    | PV   | JT    | 1500 m  | Wynik | Pozycja |
| ------------- | ----------- | ----- | ---- | ----- | ---- | ----- | ----- | ----- | ---- | ----- | ------- | ----- | ------- |
| Ashley Bryant | Rezultat    | 11,14 | 7,44 | 14,09 | 1,96 | 49,24 | 14,75 | 43,95 | 4,30 | 67,97 | 4:27,15 | 8049  | 11.     |
| Ashley Bryant | Punkty      | 830   | 920  | 734   | 767  | 850   | 880   | 745   | 702  | 858   | 763     | 8049  | 11.     |

Kobiety
| Zawodniczka                                                               | Konkurencja                   | Eliminacje | Eliminacje | Półfinał | Półfinał | Finał    | Finał   |
| Zawodniczka                                                               | Konkurencja                   | Rezultat   | Pozycja    | Rezultat | Pozycja  | Rezultat | Pozycja |
| ------------------------------------------------------------------------- | ----------------------------- | ---------- | ---------- | -------- | -------- | -------- | ------- |
| Desiree Henry                                                             | bieg na 100 metrów            | 11,32      | 24. q      | 11,24    | 18.      | NQ       | NQ      |
| Daryll Neita                                                              | bieg na 100 metrów            | 11,15      | 13. Q      | 11,16    | 13.      | NQ       | NQ      |
| Asha Philip                                                               | bieg na 100 metrów            | 11,14      | 12. q      | 11,19    | 16.      | NQ       | NQ      |
| Dina Asher-Smith                                                          | bieg na 200 metrów            | 22,73      | 4. Q       | 22,73    | 6. Q     | 22,22    | 4.      |
| Shannon Hylton                                                            | bieg na 200 metrów            | 23,39      | 23.        | NQ       | NQ       | NQ       | NQ      |
| Bianca Williams                                                           | bieg na 200 metrów            | 23,30      | 19. q      | 23,40    | 21.      | NQ       | NQ      |
| Zoey Clark                                                                | bieg na 400 metrów            | 51,88      | 18. Q      | 51,81    | 16.      | NQ       | NQ      |
| Emily Diamond                                                             | bieg na 400 metrów            | 52,20      | 25.        | NQ       | NQ       | NQ       | NQ      |
| Anyika Onuora                                                             | bieg na 400 metrów            | 52,58      | 34.        | NQ       | NQ       | NQ       | NQ      |
| Shelayna Oskan-Clarke                                                     | bieg na 800 metrów            | 2:01,30    | 14. Q      | 2:02,26  | 22.      | NQ       | NQ      |
| Lynsey Sharp                                                              | bieg na 800 metrów            | 2:01,04    | 9. Q       | 1:59,47  | 5. q     | 1:58,98  | 8.      |
| Adelle Tracey                                                             | bieg na 800 metrów            | 2:00,28    | 4. q       | 2:00,26  | 11.      | NQ       | NQ      |
| Jessica Judd                                                              | bieg na 1500 metrów           | 4:03,73    | 12. Q      | 4:10,14  | 22.      | NQ       | NQ      |
| Sarah McDonald                                                            | bieg na 1500 metrów           | 4:05,48    | 18. q      | 4:06,73  | 17.      | NQ       | NQ      |
| Laura Muir                                                                | bieg na 1500 metrów           | 4:08,97    | 26. Q      | 4:03,64  | 2. Q     | 4:02,97  | 4.      |
| Laura Weightman                                                           | bieg na 1500 metrów           | 4:03,50    | 8. Q       | 4:05,63  | 10. Q    | 4:04,11  | 6.      |
| Eilish McColgan                                                           | bieg na 5000 metrów           | 15:00,38   | 11. Q      | —        | —        | 15:00,43 | 10.     |
| Laura Muir                                                                | bieg na 5000 metrów           | 14:59,34   | 8. q       | —        | —        | 14:52,07 | 6.      |
| Stephanie Twell                                                           | bieg na 5000 metrów           | 15:41,29   | 31.        | —        | —        | NQ       | NQ      |
| Jess Martin                                                               | bieg na 10 000 metrów         | —          | —          | —        | —        | DNF      | DNF     |
| Beth Potter                                                               | bieg na 10 000 metrów         | —          | —          | —        | —        | 32:15,88 | 21.     |
| Charlotte Taylor                                                          | bieg na 10 000 metrów         | —          | —          | —        | —        | 32:51,33 | 27.     |
| Tracy Barlow                                                              | maraton                       | —          | —          | —        | —        | 2:41:03  | 43.     |
| Alyson Dixon                                                              | maraton                       | —          | —          | —        | —        | 2:31:36  | 18.     |
| Charlotte Purdue                                                          | maraton                       | —          | —          | —        | —        | 2:29:48  | 13.     |
| Rosie Clarke                                                              | bieg na 3000 m z przeszkodami | 9:49,36    | 25.        | —        | —        | NQ       | NQ      |
| Lennie Waite                                                              | bieg na 3000 m z przeszkodami | 9:54,97    | 30.        | —        | —        | NQ       | NQ      |
| Alicia Barrett                                                            | bieg na 100 m przez płotki    | 13,42      | 37.        | NQ       | NQ       | NQ       | NQ      |
| Tiffany Porter                                                            | bieg na 100 m przez płotki    | 13,18      | 29.        | NQ       | NQ       | NQ       | NQ      |
| Meghan Beesley                                                            | bieg na 400 m przez płotki    | 56,41      | 22. q      | 56,61    | 20.      | NQ       | NQ      |
| Eilidh Doyle                                                              | bieg na 400 m przez płotki    | 55,49      | 14. Q      | 55,33    | 8. q     | 55,71    | 8.      |
| Jessica Turner                                                            | bieg na 400 m przez płotki    | 56,98      | 31.        | NQ       | NQ       | NQ       | NQ      |
| Asha Philip Desiree Henry Dina Asher-Smith Daryll Neita                   | sztafeta 4 × 100 m            | 41,93      | 2. Q       | —        | —        | 42,12    | srebro  |
| Zoey Clark Emily Diamond Eilidh Doyle Laviai Nielsen Perri Shakes-Drayton | Sztafeta 4 × 400 m            | 3:24,74    | 3. Q       | —        | —        | 3:25,00  | srebro  |
| Gemma Bridge                                                              | chód na 20 km                 | —          | —          | —        | —        | 1:36:04  | 40.     |
| Bethan Davies                                                             | chód na 20 km                 | —          | —          | —        | —        | 1:33:10  | 29.     |

| Zawodniczka               | Konkurencja   | Kwalifikacje | Kwalifikacje | Finał | Finał   |
| Zawodniczka               | Konkurencja   | Wynik        | Pozycja      | Wynik | Pozycja |
| ------------------------- | ------------- | ------------ | ------------ | ----- | ------- |
| Morgan Lake               | skok wzwyż    | 1,92         | 6. q         | 1,95  | 6.      |
| Katarina Johnson-Thompson | skok wzwyż    | 1,92         | 4. q         | 1,95  | 5.      |
| Holly Bradshaw            | skok o tyczce | 4,50         | 10. q        | 4,65  | 6.      |
| Shara Proctor             | skok w dal    | 6,45         | 13.          | NQ    | NQ      |
| Jazmin Sawyers            | skok w dal    | 6,34         | 18.          | NQ    | NQ      |
| Lorraine Ugen             | skok w dal    | 6,63         | 3. q         | 6,72  | 5.      |
| Jade Lally                | rzut dyskiem  | 57,71        | 19.          | NQ    | NQ      |
| Sophie Hitchon            | rzut młotem   | 73,05        | 3. Q         | 72,32 | 7.      |

Siedmiobój
| Zawodniczka               | Konkurencja | 100H  | HJ   | SP    | 200 m | LJ   | JT    | 800 m   | Wynik | Pozycja |
| ------------------------- | ----------- | ----- | ---- | ----- | ----- | ---- | ----- | ------- | ----- | ------- |
| Katarina Johnson-Thompson | Rezultat    | 13,33 | 1,80 | 12,47 | 22,86 | 6,56 | 41,72 | 2:08,10 | 6558  | 5.      |
| Katarina Johnson-Thompson | Punkty      | 1075  | 978  | 692   | 1093  | 1027 | 700   | 993     | 6558  | 5.      |